# 杭州城墙
从隋朝起，钱塘江下游西岸至西湖一带成为县级以上行政区（杭州、余杭郡、临安府、杭州路、杭州府）治所的所在地。围绕州/郡/府治，历代相继建筑城墙用以守御，是为杭州城墙，或称州城、府城。吴越国以来的杭州城垣圈定了城市的发展空间，今日杭州市主城区市中心即大致在古城垣范围内。20世纪初至50年代，杭州城墙基本拆除，目前只留一座鳳山水門、少量遗迹；另外2008年重建了慶春門、城楼和城墙，並辟为杭州古城墙陈列馆。

## 隋唐
隋朝开皇九年（590年），始设置杭州，州治在余杭县治（今老余杭）。次年，州治迁至钱唐县治。次年，在平定江南高智慧等人叛乱时，杨素下令将州治移至县境内柳浦以西，并依凤凰山建筑州城。柳浦为钱塘江西岸的重要渡口，即今浙江第一码头。:11隋朝州城沿用至唐朝。
对于隋唐杭州城墙的范围，存在两类不同的看法。一种观点认为隋唐杭州城为一座完整城郭，杭州州治和钱唐县治都在城内，并详细考证城墙西南界为柳浦以西、凤凰山麓，东界接近今中河，北界至西湖北岸的霍山（宝石山北侧的低矮小山）。另一派认为隋唐杭州州城和钱唐县城分离，州城在柳浦以西、凤凰山麓，县城在西湖之东北，均为规模不大的子城，只包纳官署、军队等，普通百姓则不在城墙以内居住。:250-253,263,268

## 吴越
唐末，钱镠担任镇海军节度使时，将治所从润州移至杭州。之后建立吴越国，以杭州为国都。杭州自此成为州/路/府以上级行政区之治所所在地。为护卫地位愈发重要的杭州，钱镠曾多次扩建城墙。大顺元年（890年）闰九月，在子城的南北两侧扩建夹城。击败孙儒入侵后，钱镠意识到子城不足以守卫百姓，保护商业，因此于景福二年（893年）七月修筑罗城。完整的杭州城郭至迟在此时建成。此时的杭州城墙南北长，东西窄，有“腰鼓城”之称。钱镠命罗隐执笔写作《杭州罗城记》，记载这两次扩建的经过。后梁开平四年（910年）八月，钱镠令人建设钱塘江捍海塘，同时重修受潮水侵襲的東南段城墻。此时城墙东界从今中河推进至今东河。:22吴越宝大元年（924年），又开慈云岭，扩张西南界，设立西关，后来雷峰塔初建时即称为“西关砖塔”。:88:155

## 两宋

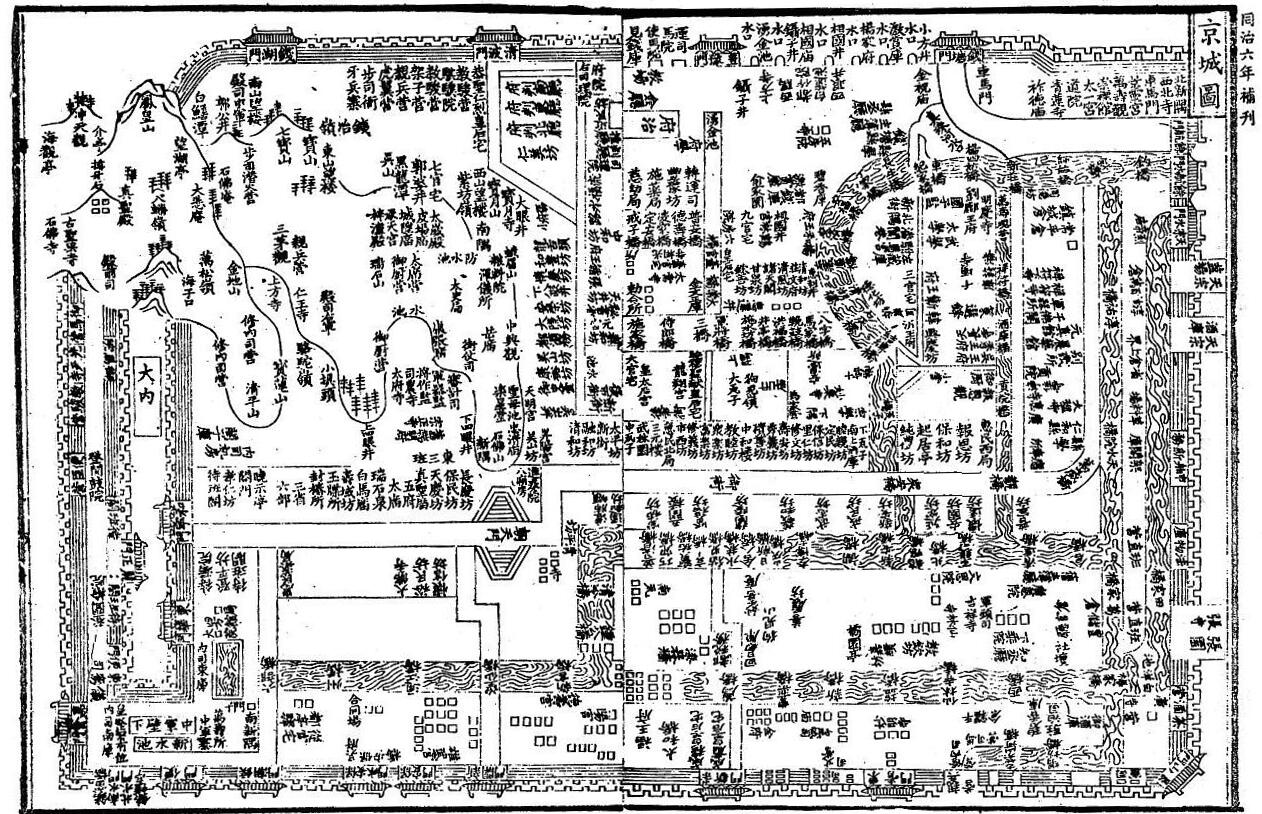
《咸淳临安志》京城圖

北宋，杭州城墙范围较吴越国时内缩，吴越西关门、北关门等城门均废弃。南宋，宋高宗南渡，驻跸杭州，升为临安府，作为名义上的行在所和事实上的都城。南宋临安城墙范围大致为：北界为今环城北路运河沿线，西界为西湖东岸一带、凤凰山西麓、将台山西麓，南界为将台山南麓、包家山，东界为今东河一线。以子城作为宫城，偏居城内西南凤凰山一带。城中平地、山地各半。:33有城门十三座：城东的便门、候潮门、保安门、新门、崇新门、东青门、艮山门，城西的钱湖门、清波门、丰豫门、钱塘门，城南的嘉会门，城北的馀杭门。除便门、东青门、艮山门外均有瓮城。又有水门五座，分别是保安门、南水门、北水门、天宗门、馀杭门。
南宋临安城墙较之过去并未有大规模的扩建，可能是由于扩建城墙会被解读为甘愿长居南方、不愿北伐。仅在绍兴十三年（1143年），由于宫城偏居城南，而朝臣上朝按规定要从宫城南门入宫，每天都要先从东南城门出城，沿城外道路行走至南城门再进城，十分不便，故提议扩建城墙。绍兴二十八年（1158年），扩建东南城墙，将上朝道路纳入城内。:88-89

## 元明清

浙江省垣坊巷全圖，同治六年（1867年）绘

元朝禁止各地修建城墙，杭州城墻逐漸倾塌。元末，张士诚割据江南，于至正十九年（1359年）七月重筑杭州城墙。其南界向内缩进，直至万松岭，凤凰山被截在城外；东界则向外扩展，由今东河变为今贴沙河；北界和西界仍为今环城北路和西湖东岸一线。明、清两朝在此基础上有过多次修缮，如开城门、修城楼等，但城廓范围均未改变，一直维持到近代。顺治七年（1650年），在城内西侧建筑八旗驻防城。
元末杭州城墙有城门十三座，其中数座另辟有水门。明朝省去城北的天宗门和北新门，城西的钱湖门，只留十座城门，一直沿用到近代。
中华民国初年杭州民间曲艺唱段《杭州十城门景致》将十城门名称连为四句唱词：“北关坝子正阳门，螺蛳延过草桥门。候潮听得清波响，涌金钱塘共太平。”:65
| 明清杭州城门:24 | 明清杭州城门:24 | 明清杭州城门:24 | 明清杭州城门:24 | 明清杭州城门:24     | 明清杭州城门:24 | 明清杭州城门:24 | 明清杭州城门:24                            |
| 元末城门名      | 明城门名        | 清城门名        | 俗名            | 水门                | 方位            | 民谣            | 解释                                       |
| --------------- | --------------- | --------------- | --------------- | ------------------- | --------------- | --------------- | ------------------------------------------ |
| 和宁门          | 凤山门          | 凤山门          | 正阳门          | 有                  | 南              | 正阳门外跑马儿  | 出此门至凤凰山骑马、踏青                   |
| 清波门          | 清波门          | 清波门          | 暗门            | 无                  | 西南            | 清波门外柴担儿  | 上泗（今转塘、双浦一带）柴炭从此门入       |
| 丰豫门          | 涌金门          | 涌金门          |                 | 有                  | 西              | 涌金门外划船儿  | 出此门去往西湖游船码头                     |
| 钱塘门          | 钱塘门          | 钱塘门          | 九曲城          | 无                  | 西北            | 钱塘门外香篮儿  | 出此门去往灵隐寺进香                       |
| 馀杭门          | 武林门          | 武林门          | 北关门 百官门   | 有                  | 北              | 百官门外鱼担儿  | 卖鱼桥一带鱼产经运河从此门入               |
| 艮山门          | 艮山门          | 艮山门          | 坝子门          | 有                  | 东北            | 坝子门外丝篮儿  | 门内下城一带多纺织作坊，蚕丝等材料从此门入 |
| 东青门          | 庆春门          | 庆春门          | 太平门          | 有 在庆春、清泰之间 | 东北            | 太平门外粪担儿  | 农民进城倒粪多从此门入                     |
| 崇新门          | 清泰门          | 清泰门          | 螺蛳门          | 无                  | 东              | 螺蛳门外盐担儿  | 乔司、海宁一带多盐场，盐贩从此门入         |
| 新门            | 永昌门          | 望江门          | 草桥门          | 无                  | 东南            | 草桥门外菜担儿  | 门外一带多种植蔬菜，菜贩从此门入           |
| 候潮门          | 候潮门          | 候潮门          |                 | 有 在候潮、望江之间 | 东南            | 候潮门外酒坛儿  | 绍兴老酒从西兴渡钱塘江后从此门入           |

## 拆除、保护与纪念

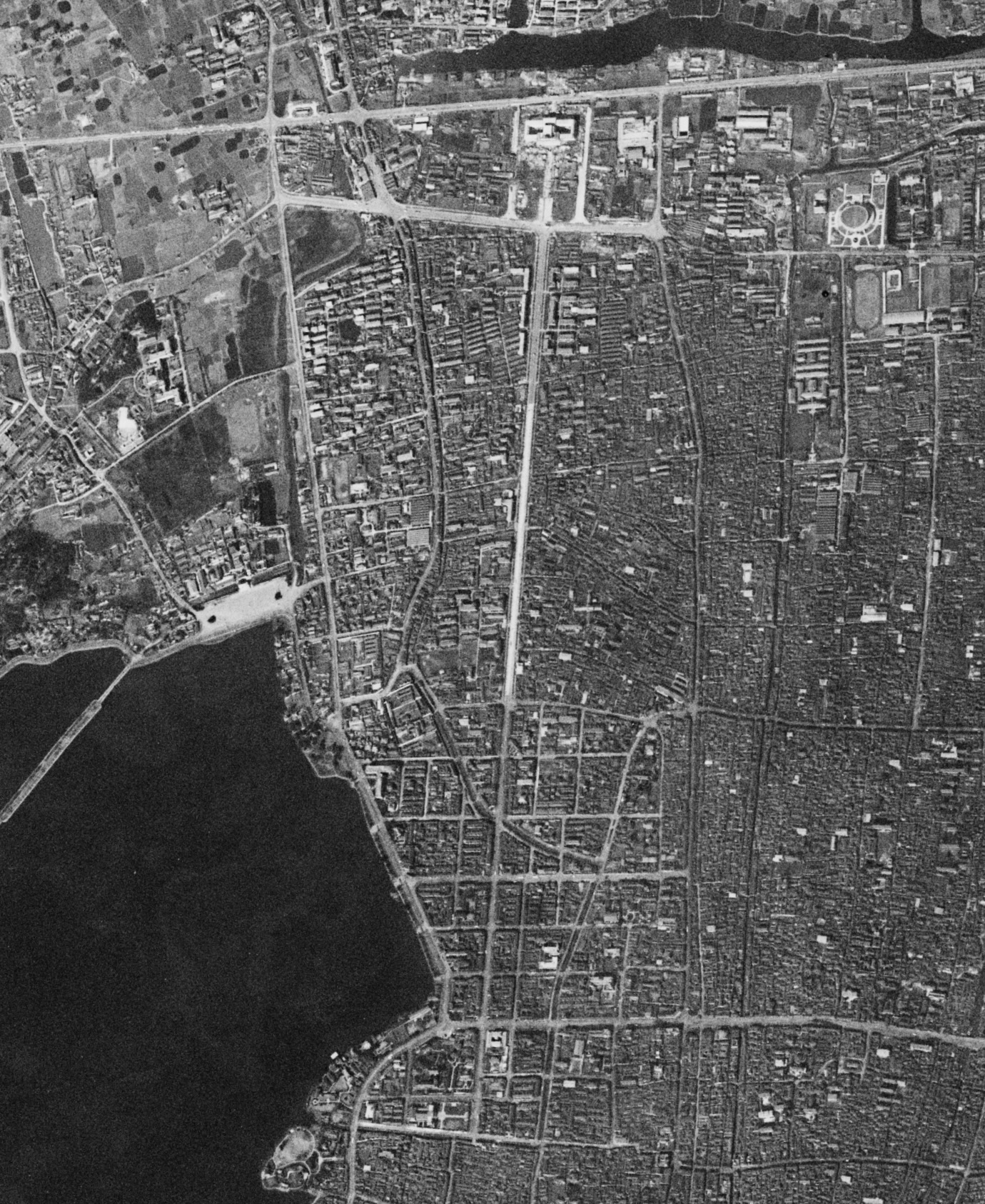
杭州下城区卫星图（1969年），可见以改建为道路的西城墙（环城西路）和北城墙（环城北路），和南端由杭州旗下营改建的湖滨地区

光绪年间，为造沪杭铁路杭州站，拆去清泰门一带部分城墙。辛亥革命后，“惟以城门梗隔，游人往返不便”，因此城西靠近西湖的西城墙南段及涌金门、清波门、钱塘门被首先拆除，修筑湖滨路和南山路，使西湖与杭城融合为一体。之后又拆除武林门，南城墙及凤山门。1950年代，拆除西城墙北段，北城墙，东城墙及艮山门、庆春门、清泰门、望江门、候潮门，修筑环城西路、环城北路和环城东路。杭州城墙现存只有一座凤山水门，以及万松岭、云居山一带山地的南城墙西段部分遗址。:64十座城门均已不存，名字沿用为片区名称。:906-913
20世纪80年代疏浚中河、东河时，凤山水门得到保护，修复了水门周围和顶部的少量城墙。:47-482013年和2014年，作为大运河的一部分先后成为全国重点文物保护单位和世界遗产。
2008年，在西湖边六公园发现了南宋钱塘门遗址，并进行考古发掘，经过保护后对外开放参观。钱塘门遗址于2011年作为杭州西湖文化景观的一部分成为世界遗产。
1994年，在明清十座城门原址处树立古城门碑纪念。:652008年，在明清庆春门旧址处重建城门、城楼和城墙，辟为杭州古城墙陈列馆。

## 图片
- 涌金门。伊莎贝拉·博德摄于1900年以前
- 钱塘门。甘博摄于1908年
- 清泰门。甘博摄于1908年
- 清波门。甘博摄于1919年
- 货船穿过凤山水门。甘博摄于1919年
- 保护修缮后的凤山水门
- 重建的庆春门，今杭州古城墙陈列馆
- 清波门古城门碑

## 扩展阅读
- 陈志坚. . 杭州: 杭州出版社. 2015. ISBN 7-80758-942-6.
- . 上海: 中华地图学社. 2014. ISBN 9787800316586.
- . 杭州: 浙江古籍出版社. 2011. ISBN 9787807157830.